# Romain Pelletier
Romain Pelletier, né Romain Peltier le 22 août 1875 à Montréal et mort le 24 novembre 1953 dans la même ville, est un compositeur, organiste, pianiste, chef de chœur et professeur de musique québécois. 

## Biographie
Romain Pelletier est né au sein d'une famille de musiciens. Son père, Romain-Octave Pelletier l'Ancien, ses frères Frédéric Pelletier et Victor Pelletier et son neveu Romain-Octave Pelletier junior étaient tous des musiciens accomplis, compositeurs et professeurs. 
Romain Pelletier a étudié le piano et l'orgue avec Arthur Letondal et a étudié le chant et l'harmonie avec Achille Fortier. 
En 1909, il devint l'organiste en titre de l'église Saint-Léon de Westmount, fonction qu'il assumera jusqu'en 1951. Il fut également chef de chœur.
Son œuvre est entièrement constitué de compositions musicales pour orgue et motets. 
Il a été membre fondateur de la Société des artistes musiciens de Montréal.
Il a enseigné le contrepoint, la fugue et l'orgue à l'Institut Nazareth. Il fut également professeur de musique pour des personnalités musicales comme Conrad Letendre et Gabriel Cuisson. 